# Lakshmi Kannan
Lakshmi Kannan (Mysore, 13 agosto 1947) è una poetessa, critica letteraria e scrittrice indiana.
Vive e lavora a Nuova Delhi. È poetessa, critica letteraria, traduttrice, autrice di romanzi e racconti, e collabora con importanti università inglesi e americane. Autrice bilingue, scrive in inglese e in tamil (con lo pseudonimo di Kaaveri). Tra le sue numerose pubblicazioni si possono citare i volumi di poesie Attraversando il fiume (1995) e Acque inquiete (2005), le raccolte di racconti Parijata (1992), La porta dell'India (1993) e Ritmi (1986), e i romanzi Paratem (1996) e Andando a casa (1999). Molte di queste opere, scritte originariamente in lingua tamil, sono state tradotte in inglese dalla scrittrice stessa.